# Saulces-Monclin
Pour les articles homonymes, voir Saulces (homonymie) et Monclin.
Saulces-Monclin (prononcé : [sos.mɔ̃.klɛ̃]) est une commune française, située dans le département des Ardennes en région Grand Est.

## Géographie

### Communes limitrophes
| Novion-Porcien       | Faissault        | Puiseux             |
| Corny-Machéroménil   | Saulces-Monclin  | Vaux-Montreuil      |
| Auboncourt-Vauzelles | Sorcy-Bauthémont | Chesnois-Auboncourt |

### Hydrographie
La commune est dans la région hydrographique « la Seine du confluent de l'Oise (inclus) à l'embouchure » au sein du bassin Seine-Normandie. Elle est drainée par le ruisseau de Saulces, le cours d'eau 01 de la Fontaine de Mirgodet, le Fossé du Bois de Belinval, le Fossé 02 de la commune de Saulces-Monclin, le cours d'eau 01 de Lautreppe, le cours d'eau 01 des Tuileries et divers autres petits cours d'eau,.
Le ruisseau de Saulces, d'une longueur de 30 km, prend sa source dans la commune de Faissault, à 175 m d'altitude, et se jette  dans l'Aisne à Rethel, à 73 m d'altitude, après avoir traversé onze communes. 

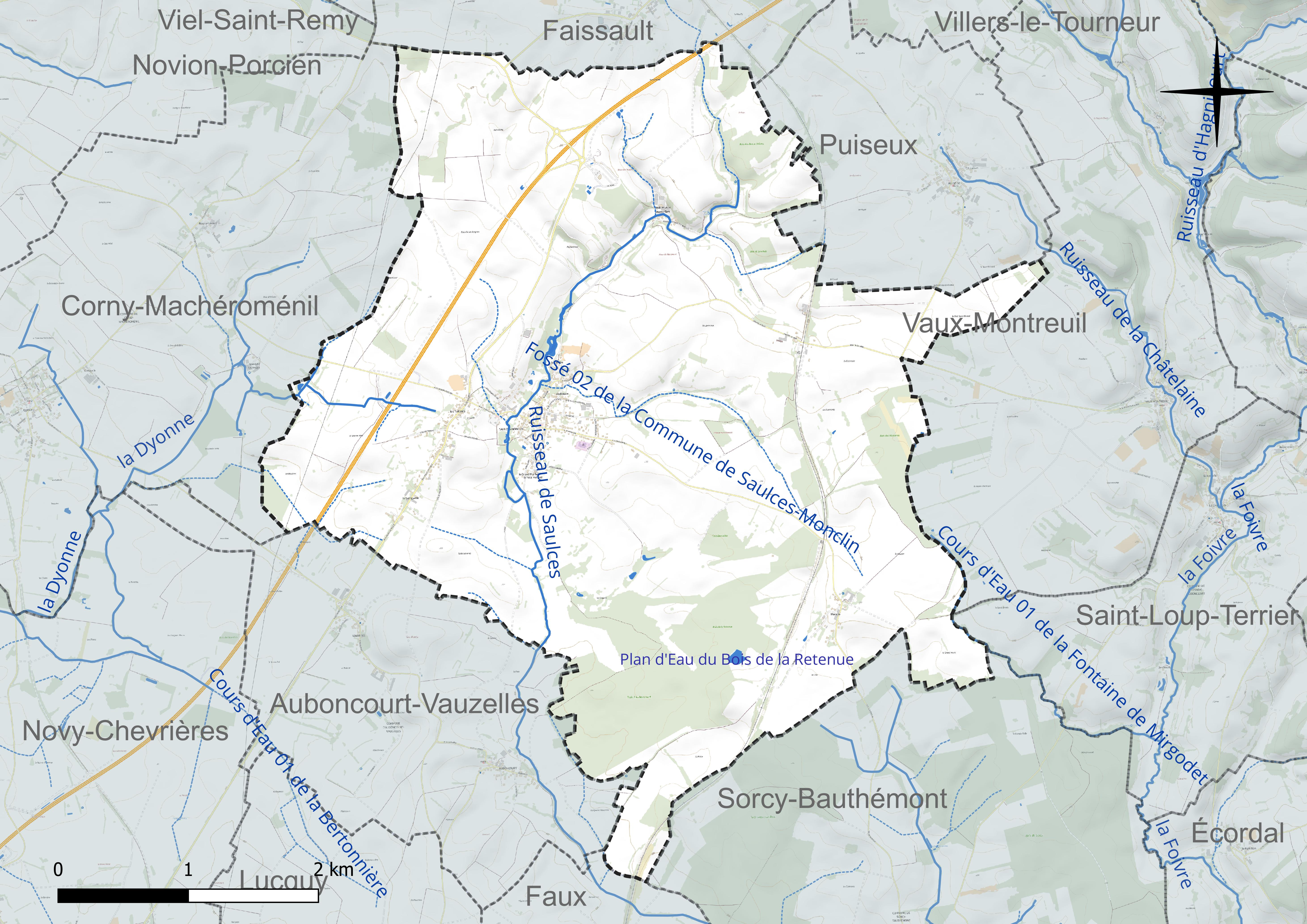
Réseau hydrographique de Saulces-Monclin.

Un plan d'eau complète le réseau hydrographique : le plan d'eau du Bois de la Retenue (1 ha),.

### Climat
Pour des articles plus généraux, voir Climat du Grand Est et Climat des Ardennes.
En 2010, le climat de la commune est de type climat océanique dégradé des plaines du Centre et du Nord, selon une étude du Centre national de la recherche scientifique s'appuyant sur une série de données couvrant la période 1971-2000. En 2020, Météo-France publie une typologie des climats de la France métropolitaine dans laquelle la commune est exposée à un climat océanique altéré et est dans la région climatique  Nord-est du bassin Parisien, caractérisée par un ensoleillement médiocre, une pluviométrie moyenne régulièrement répartie au cours de l’année et un hiver froid (3 °C). 
Pour la période 1971-2000, la température annuelle moyenne est de 9,9 °C, avec une amplitude thermique annuelle de 15,6 °C. Le cumul annuel moyen de précipitations est de 810 mm, avec 12 jours de précipitations en janvier et 9,1 jours en juillet. Pour la période 1991-2020, la température moyenne annuelle observée sur la station météorologique de Météo-France la plus proche, « Launois-sur-Vence_sapc », sur la commune de Launois-sur-Vence à 9 km à vol d'oiseau, est de 10,5 °C et le cumul annuel moyen de précipitations est de 889,5 mm. 
La température maximale relevée sur cette station est de 39,4 °C, atteinte le 25 juillet 2019 ; la température minimale est de −12,8 °C, atteinte le 7 février 2012,,. 
Les paramètres climatiques de la commune ont été estimés pour le milieu du siècle (2041-2070) selon différents scénarios d'émission de gaz à effet de serre à partir des nouvelles projections climatiques de référence DRIAS-2020. Ils sont consultables sur un site dédié publié par Météo-France en novembre 2022.

## Urbanisme

### Typologie
Au 1er janvier 2024, Saulces-Monclin est catégorisée bourg rural, selon la nouvelle grille communale de densité à 7 niveaux définie par l'Insee en 2022.
Elle est située hors unité urbaine et hors attraction des villes,.

### Occupation des sols
L'occupation des sols de la commune, telle qu'elle ressort de la base de données européenne d’occupation biophysique des sols Corine Land Cover (CLC), est marquée par l'importance des territoires agricoles (87,3 % en 2018), une proportion sensiblement équivalente à celle de 1990 (87,6 %). La répartition détaillée en 2018 est la suivante : 
terres arables (47,3 %), prairies (30,9 %), forêts (10 %), zones agricoles hétérogènes (9,1 %), zones urbanisées (2,7 %). L'évolution de l’occupation des sols de la commune et de ses infrastructures peut être observée sur les différentes représentations cartographiques du territoire : la carte de Cassini (XVIIIe siècle), la carte d'état-major (1820-1866) et les cartes ou photos aériennes de l'IGN pour la période actuelle (1950 à aujourd'hui).

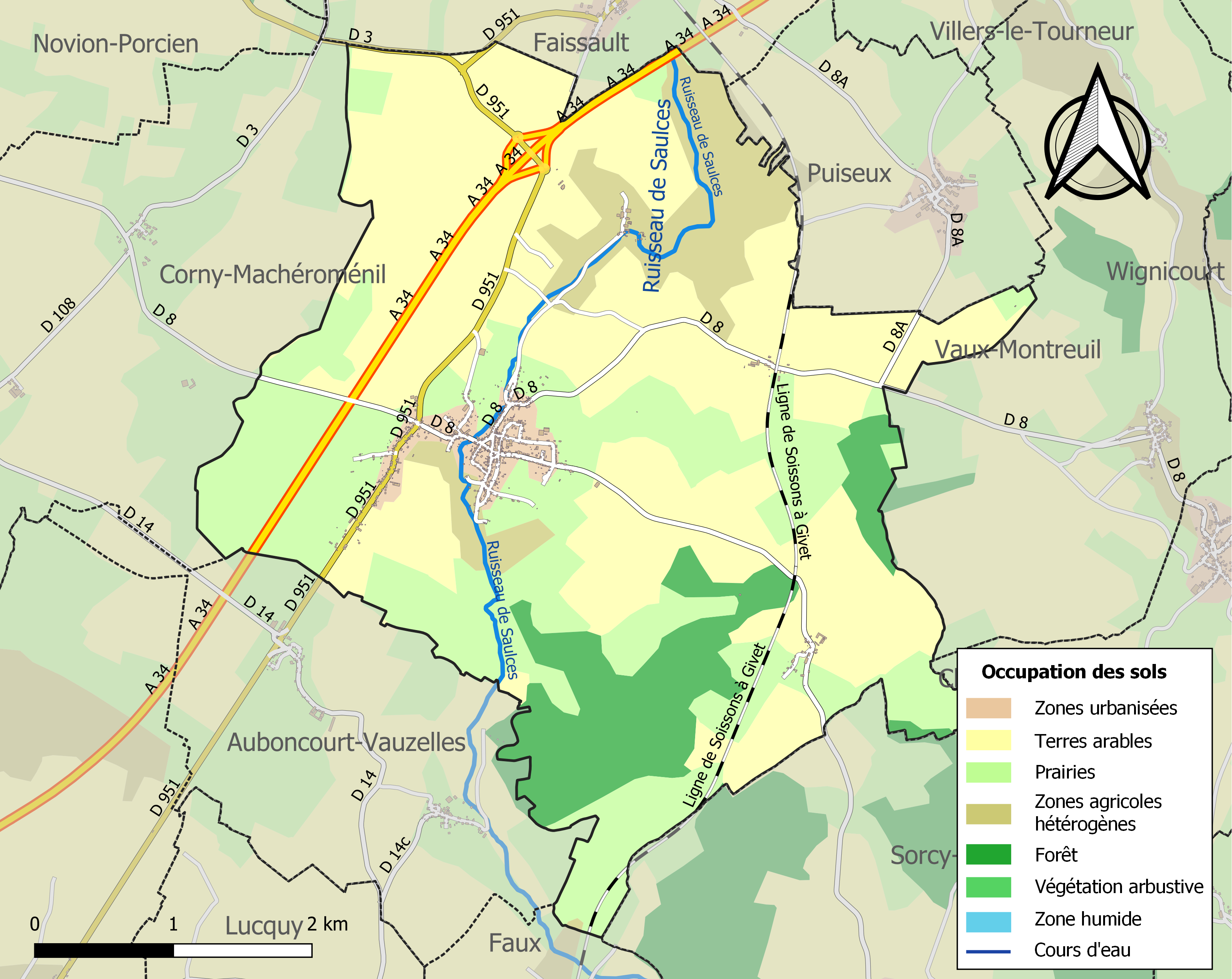
Carte des infrastructures et de l'occupation des sols de la commune en 2018 (CLC).

## Toponymie
Saulces est attesté sous la forme Sicca Salda en 1205, « Domo de la Sauce in Bosco » cité en 1256-70, Sauce la Seche en 1322.

Il est étonnant que le saule pût être associé à la notion de sécheresse ; or, cette association est explicitement attestée dans les formes anciennes parmi lesquelles on trouve les formes Sicca Salda en 1205 et Sauce la Seche en 1322.

Saulx est un mot  français provenant du francique salha signifiant saule.

Du nom du Ruisseau de Saulces. La plupart des localités dont le nom se rapporte à celui du saule sont arrosées par un cours d'eau qui doit lui-même son nom à l'arbre éponyme. Ainsi Saulces Monclin se trouve  sur le cours du ruisseau de Saulces.

Issu d’un indo-européen sal, de salico en celte, sălix en latin, d’où est venu l’ancien français saulz, et salha en francique. Il est malaisé de déterminer lequel de ces mots est précisément à l’origine du toponyme, même si le francique semble avoir supplanté les deux autres.
Monclin, ancienne commune, est un nom de lieu issu de l'agglutination du latin mons et de l'ancien français clin qui signifie « la montagne inclinée (du latin inclinare) ».

## Histoire
La commune est née en 1828, de la fusion des trois anciennes communes de Saulces-aux-Bois, La Vieille-Ville et Monclin.

### La gare
Le 15 septembre 1858, la Compagnie des chemins de fer des Ardennes met en service la section de Rethel à Charleville-Mézières de la ligne de Soissons à Givet. La gare de Saulces-Monclin, possédait un bâtiment « Est » de type B.
Le 30 août 1914, l'armée impériale allemande exécute 14 civils et détruit 88 bâtiments lors des atrocités allemandes commises au début de l'invasion. L'unité mise en cause est le 102e RI- Régiment d'Infanterie.

## Politique et administration
| Période                                  | Période                      | Identité                                          | Étiquette          | Qualité                                                                                           |
| ---------------------------------------- | ---------------------------- | ------------------------------------------------- | ------------------ | ------------------------------------------------------------------------------------------------- |
| Les données manquantes sont à compléter. |                              |                                                   |                    |                                                                                                   |
|                                          |                              | Lucien Jullich                                    | Radical-socialiste | Docteur en médecine président du conseil général de 1938 à 1940 conseiller général de 1919 à 1940 |
| avant 2001                               | En cours (au 3 juillet 2020) | Maurice Jeannelle, Réélu pour le mandat 2020-2026 |                    |                                                                                                   |

## Démographie
L'évolution du nombre d'habitants est connue à travers les recensements de la population effectués dans la commune depuis 1793. Pour les communes de moins de 10 000 habitants, une enquête de recensement portant sur toute la population est réalisée tous les cinq ans, les populations de référence des années intermédiaires étant quant à elles estimées par interpolation ou extrapolation. Pour la commune, le premier recensement exhaustif entrant dans le cadre du nouveau dispositif a été réalisé en 2006.
En 2022, la commune comptait 841 habitants, en évolution de +4,86 % par rapport à 2016 (Ardennes : −2,97 %, France hors Mayotte : +2,11 %).
| 1793 | 1800 | 1806 | 1821 | 1831 | 1836  | 1841  | 1846  | 1851  |
| ---- | ---- | ---- | ---- | ---- | ----- | ----- | ----- | ----- |
| 660  | 729  | 801  | 787  | 982  | 1 058 | 1 074 | 1 150 | 1 174 |

| 1866  | 1872  | 1876  | 1881  | 1886  | 1891 | 1896  | 1901 | 1906 |
| ----- | ----- | ----- | ----- | ----- | ---- | ----- | ---- | ---- |
| 1 124 | 1 132 | 1 103 | 1 034 | 1 040 | 985  | 1 000 | 957  | 981  |

| 1911 | 1921 | 1926 | 1931 | 1936 | 1946 | 1954 | 1962 | 1968 |
| ---- | ---- | ---- | ---- | ---- | ---- | ---- | ---- | ---- |
| 954  | 700  | 777  | 715  | 686  | 627  | 684  | 596  | 526  |

| 1975 | 1982 | 1990 | 1999 | 2006 | 2011 | 2016 | 2021 | 2022 |
| ---- | ---- | ---- | ---- | ---- | ---- | ---- | ---- | ---- |
| 518  | 474  | 513  | 528  | 617  | 689  | 802  | 838  | 841  |

## Lieux et monuments
- Église Saint-Nicolas de Saulces-Monclin.
- Chapelle Sainte-Marie de Saulces-Monclin.

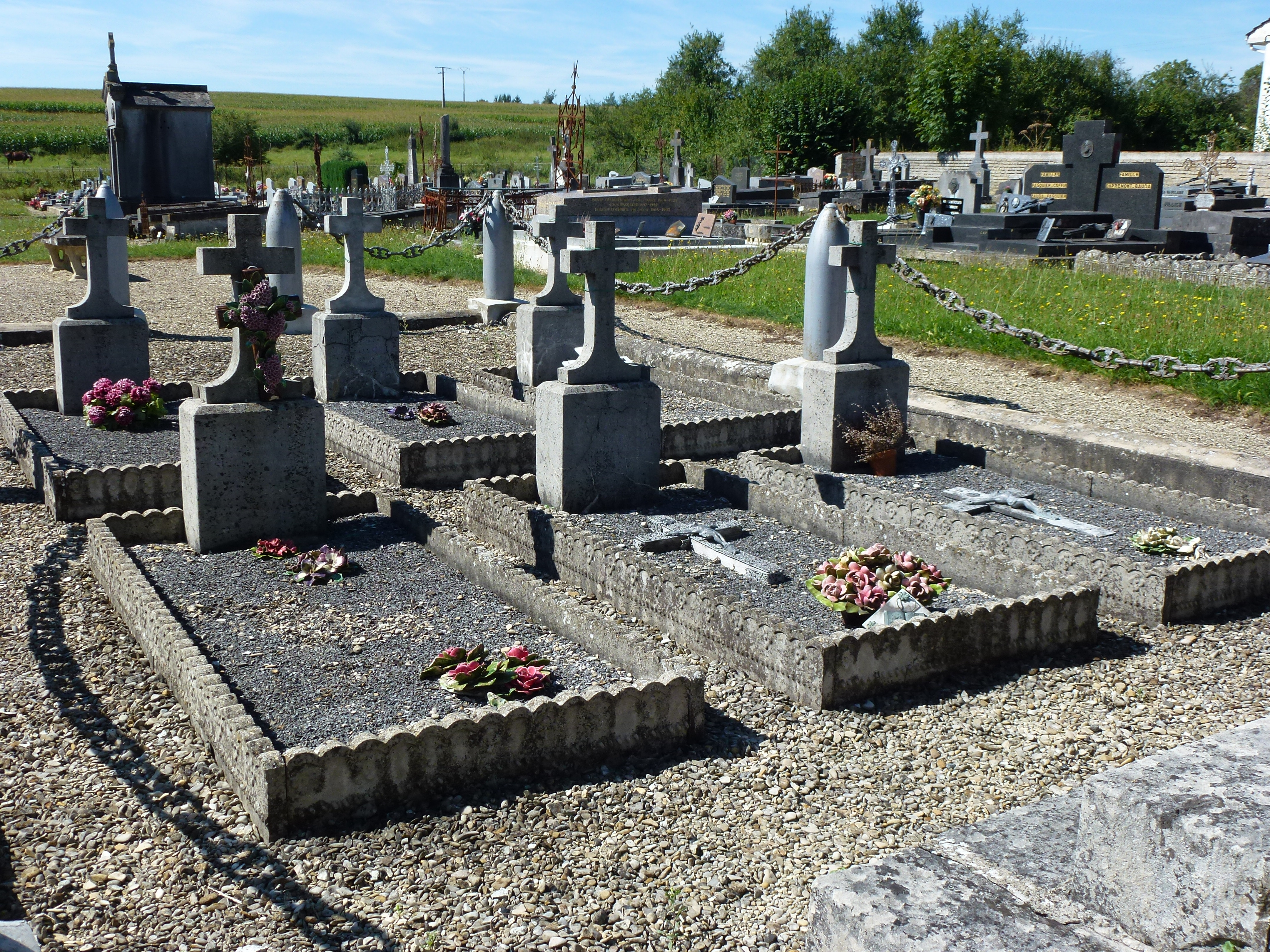
Tombes de guerre.
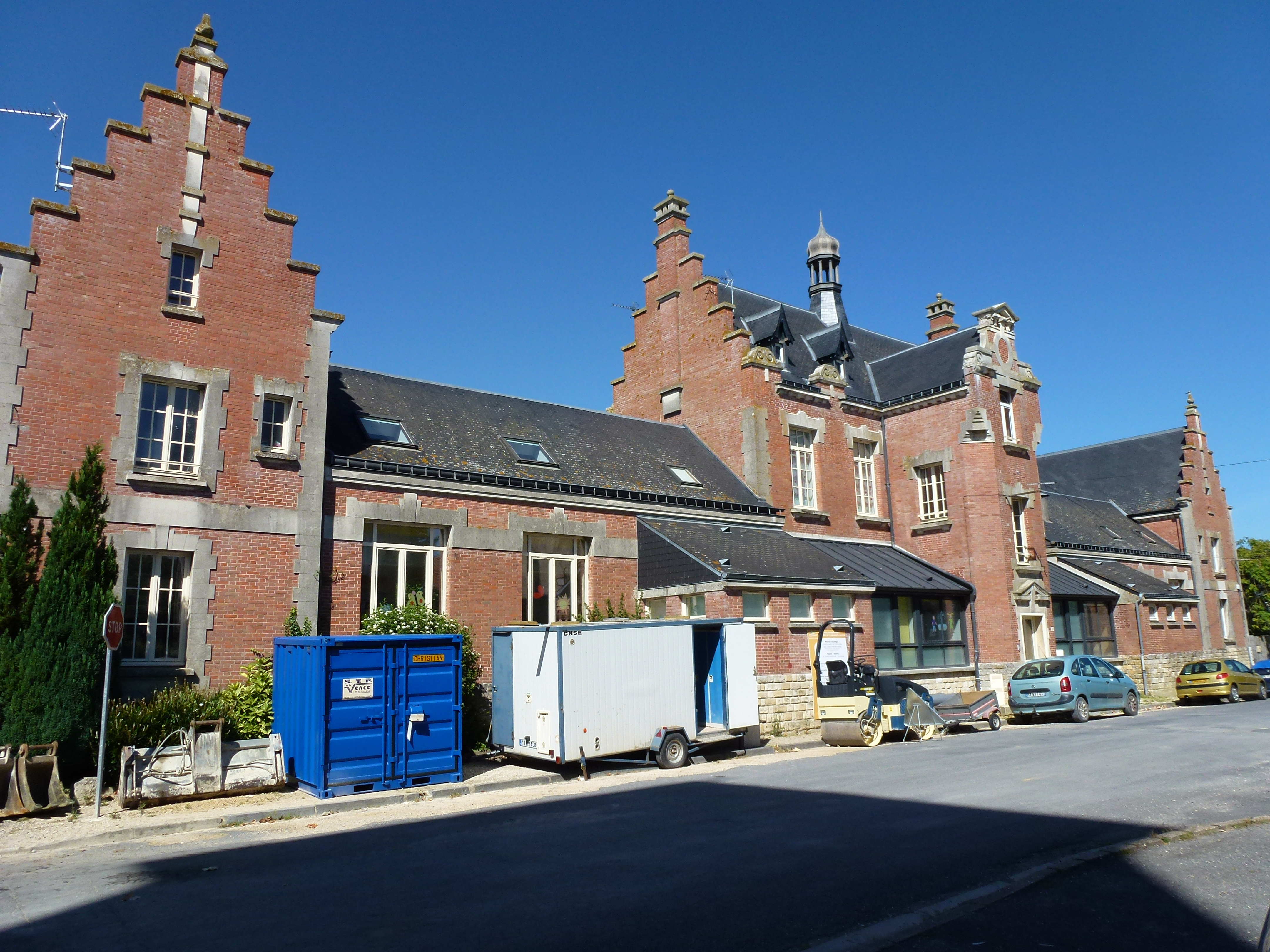
L'école.
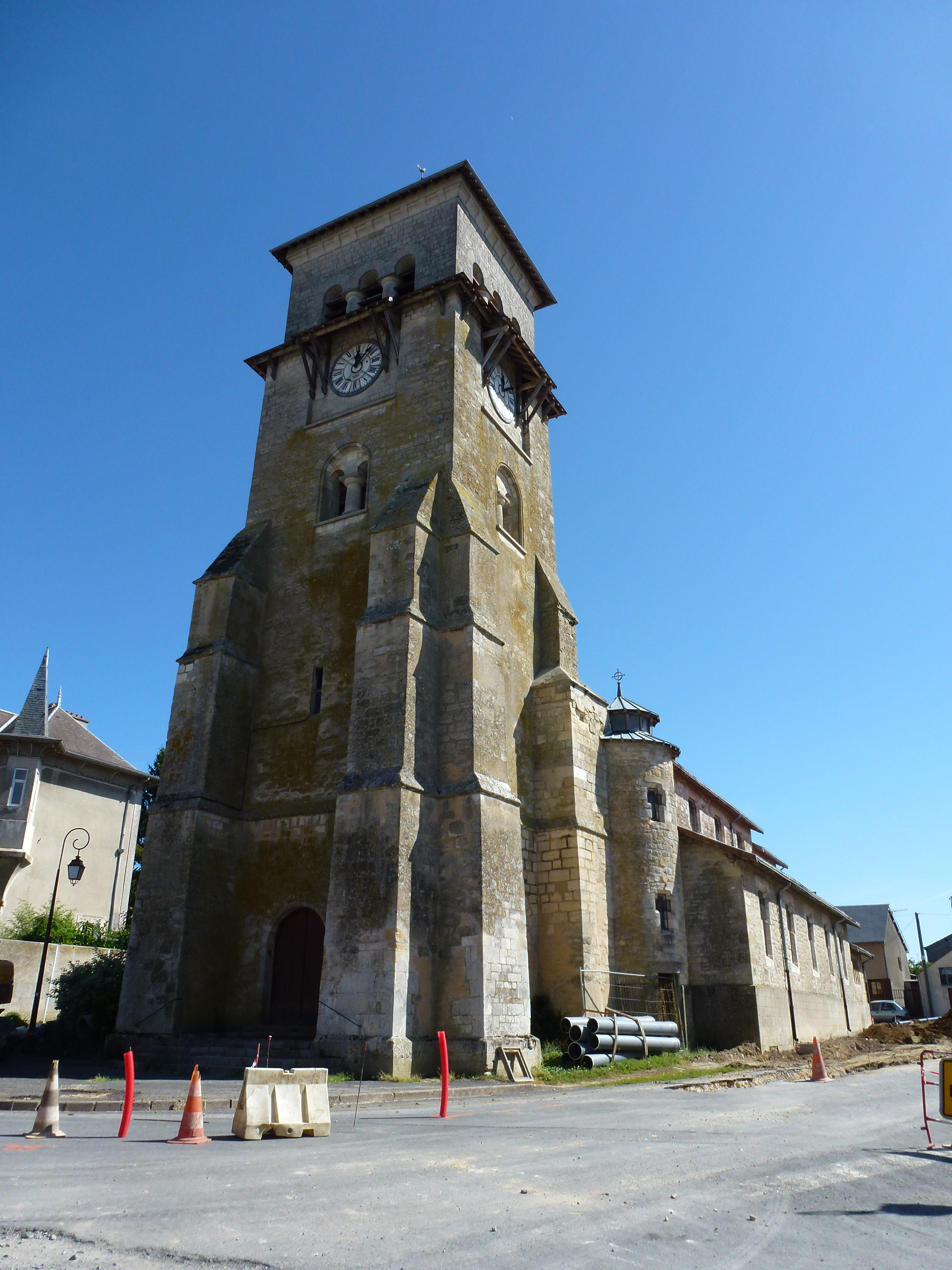
Église.

À noter également : Woinic, le sanglier géant installé le long de l'autoroute A34.

## Personnalités liées à la commune
- Eugène Fagot (1859-1919), homme politique, membre de l'académie d'agriculture, sénateur des Ardennes.
- Gustave Pasquier, (1877-1965), cycliste sur route français qui participa au Tour de France 1903, y est né.
- Jean-Paul Vaillant (1897-1970), écrivain, critique et fondateur de la revue ardennaise de littérature et d'art La Grive